# Sedum kristenii
Sedum kristenii är en fetbladsväxtart som beskrevs av J.Reyes, O.González och Etter. Sedum kristenii ingår i Fetknoppssläktet som ingår i familjen fetbladsväxter. Inga underarter finns listade i Catalogue of Life.